# Cyphophoenix elegans
Cyphophoenix elegans es una especie de palmera, endémica de  Nueva Caledonia.

## Descripción
Es una palmera poco conocida de Nueva Caledonia, tiene un tronco delgado, anillado, con una prominente corona y hojas rígidas y erguidas. Requiere suelo húmedo y rico en nutrientes, y agua abundante en tiempo seco. 

## Taxonomía
Cyphophoenix elegans fue descrita por (Brongn. & Gris) H.Wendl. ex Salomon y publicado en Die Palmen 86. 1887.
Etimología
Cyphophoenix: nombre genérico compuesto por las palabras kyphos = "joroba", "encorvada", y phoenix = un nombre general para una palmera, quizás en referencia a la terminal prominente estigmática que se mantiene en la fruta.
elegans: epíteto latino que significa "elegante".
Sinonimia
- Kentia elegans Brongn. & Gris, Bull. Soc. Bot. France 11: 312 (1864).[5]